# Ariégeois
Ariégeois är en hundras från Ariège i sydvästra Frankrike. Den är en braquehund och drivande hund som jagar i koppel (pack). Rasen avlades fram under början av 1900-talet som en korsning mellan bleu de gascogne och gascon saintongeois, samt stövare av lokal härstamning. Rasen är specialiserad på drevjakt på hare och kanin i bergig terräng. Ariégeois erkändes av den franska kennelklubben Société centrale canine (SCC) 1912.